# Yang Zhizhong
Yang Zhizhong (chiń. 楊志忠; ur. 25 grudnia 1968) – chiński zapaśnik walczący w stylu klasycznym. Olimpijczyk z Seulu 1988, gdzie zajął siódme miejsce w kategorii 48 kg.
Czwarty na igrzyskach azjatyckich w 1990. Brązowy medal na mistrzostwach Azji w 1989 roku.